# Melchior Bolstra

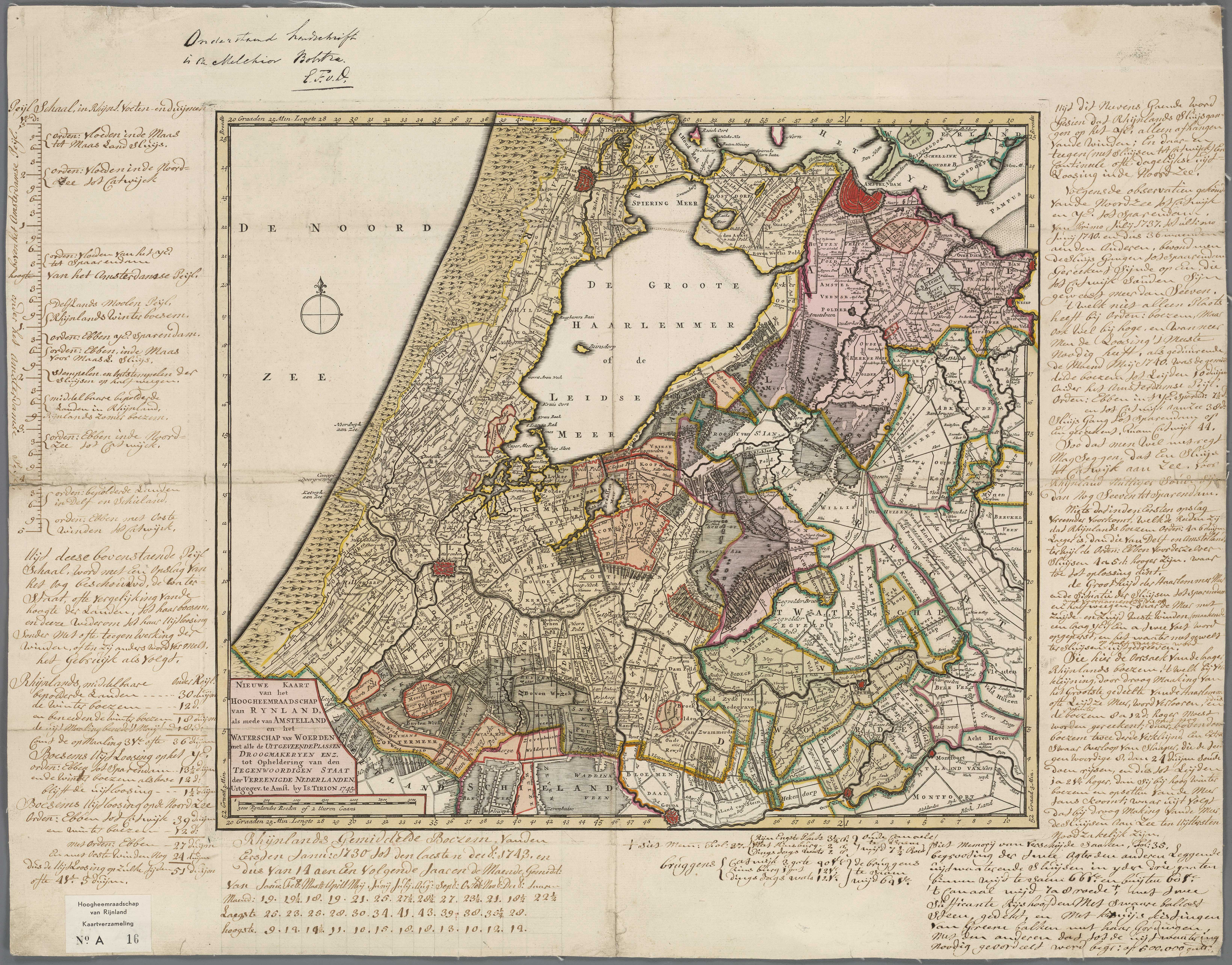
Kaart van het Hoogheemraadschap van Rijnland van Melchior Bolstra uit 1745

Melchior Bolstra (Makkum, 1703 of 1704 - Leiden, vóór 9 november 1779) was een Nederlandse landmeter, die 45 jaar in dienst is geweest van het Hoogheemraadschap van Rijnland. Hij heeft ook een heel groot aantal kaarten uitgebracht van streken buiten Rijnland.

## Biografie
Hij werd op 1 oktober 1731 aangesteld als landmeter van het Hoogheemraadschap van Rijnland. Naast zijn cartografisch werk was hij een ervaren waterbouwkundige die heel veel nauwkeurige rivier- en meerkaarten gemaakt heeft, zoals van het Haarlemmer- en Leidse Meer, Op 19 januari 1737 kreeg hij ook de bevoegdheid om de dellen te meten die jaarlijks in de Spaarndammer slaperdijk gemaakt werden.
In 1742 kregen de landmeter Bolstra en de opzieners Nicolaus Cruquius en Jan Noppen van hun werkgever, het bestuur van het Hoogheemraadschap, de opdracht om onderzoek te doen naar een eventuele droogmaking van het Haarlemmermeer. Zij adviseerden de aanleg van een brede ringvaart en uitmaling door 112 molens, aangevuld met een uitwatering op de Noordzee bij Katwijk. De totale kosten van dit voorstel zouden ongeveer 7 miljoen gulden bedragen. In 1774 kregen zie hiervoor een vervolgopdracht, die met name gericht was op het verder tegen gaan van oevererosie. Uiteindelijk zou dit meer pas ruim een eeuw later drooggemaakt worden, met behulp van 3 stoomgemalen.
In 1766 kreeg hij samen met Frederik Beijerinck opdracht om een studie te doen naar de monding van het Pannerdens Kanaal. In de jaren daarna heeft hij de nodige kaarten van dit gebied gemaakt om een beeld te krijgen van de vele ondiepten. Dit leidde tot een voorstel voor verdiepingswerken, maar deze werden niet uitgevoerd omdat bij aanbesteding de aanbiedingen te ver boven de ramingen lagen.
In 1772 werkten Bolstra samen met Christiaan Brunings en Jacob Engelman aan een studie om de aanslibbing van het IJ bij Amsterdam tegen te gaan. Ook dit leidde in 1773 tot een plan dat niet ten uitvoer werd gebracht vanwege de hoge kosten.
Op 9 november 1776 werd Klaas Vis aangesteld als opvolger bij Rijnland van de kort voor dat moment overleden Bolstra.

## Wetenswaardigheden
In 1991 is in de Haarlemmermeerpolder een nieuw gemaal gebouwd dat zijn naam draagt: het Gemaal De Bolstra.
- Biblioteca Nacional de España: XX6046496
- International Standard Name Identifier: 0000 0003 8591 9333
- RKD-Nederlands Instituut voor Kunstgeschiedenis: 413961
- Virtual International Authority File: 245022150